# Loxia
A nu se confunda cu forfecar!
Forfecuța (Loxia) este o un gen de păsări din ordinul Passeriformes, familia Fringillidae. 
Este ceva mai mare decât o vrabie, cu cele două jumătăți ale ciocului încrucișate ca niște foarfece, de aici trăgându-i-se și numele popular; în engleză e denumită ”red crossbill” (cross- bill = cioc încrucișat), în franceză „bec-croisé des sapins” (cioc încrucișat de pini), ceea ce o ajută să spargă semințele din conurile de brad, cu care se hrănește. Penele îi sunt de culoare cenușie bătând spre vișiniu.
Masculul are culoare cărămizie, iar femela verzuie. Puii au tot corpul acoperit cu dungi maro, dispuse în lungul corpului, pe un fond deschis.
Cea mai cunoscută specie este forfecuța gălbuie (Loxia curvirostra), pasăre sedentară, de culoare gălbuie, care trăiește și în pădurile de conifere din Carpați. Aceasta are o lungime de aproximativ 16 cm și o anvergură a aripilor între 27 și 30 cm. Hrana forfecuței se bazează aproape exclusiv pe semințe de conifere. Prezintă particularitatea că face pui pe timpul iernii.